# Brachyplatystoma juruense
El Bagre Cunaguaro “Brachyplatystoma juruense”, también denominado manta negra, bagre manto, apuy, siete babas, zebra, flamenco, zúngaro alianza, bagre listado, goleen zebra, dourada zebra, zungaro zebra. Es una especie de distribución suramericana presente en las cuencas de los ríos Amazonas y Orinoco.
Este pez es muy importante en el Sistema Apure-Arauca, en especial en los ríos que bajan del piedemonte y en el sector occidental del Orinoco puesto que ocupa la posición número 14 entre las 43 especies de interés pesquero.
Se encuentra en peligro según el Libro Rojo de la Fauna Venezolana

## Morfología
El Bagre Cunaguaro es muy vistoso y alcanza un gran tamaño llega a medir hasta  80 cm de longitud total y pesa más de 5 kg. Su cuerpo es alargado, robusto sin escamas ni placas óseas. La cabeza es más larga que ancha mostrando un perfil recto, con ojos pequeños en posición superior. La boca es grande con la mandíbula superior sobresaliente. Su coloración distingue a la especie de todas las demás del género, siendo el fondo del cuerpo verde claro a amarillento con al menos once franjas negras transversales anchas, alternadas con bandas claras de fondo castaño.

## Amenazas
Este pez como otros recursos pesqueros de la Orinoquía, su principal amenaza en Venezuela es el incumplimiento de, la normativa legal pesquera venezolana. Con frecuencia  esta especie aparece en los mercados de venta por debajo de la talla mínima de captura permitida por las autoridades( 65 cm desde la punta de la cabeza hasta la base de la cola). En la cuenca media del río Portuguesa ha desaparecido prácticamente de las pesquerías comerciales, lo cual puede atribuirse a la pérdida de hábitat por la elevada sedimentación y la consecuente baja del caudal óptimo para la especie